# Shirley Fryová
Shirley June Fryová Irvinová (30. června 1927, Akron, Ohio – 13. července 2021) byla americká tenistka a ženská světová jednička.
Byla jednou z deseti tenistek historie, které získaly všechny grandslamové tituly ve dvouhře. Zbývajícími hráčkami jsou Maureen Connollyová, Margaret Courtová, Steffi Grafová, Doris Hartová, Billie Jean Kingová, Martina Navrátilová, Chris Evertová, Serena Williamsová a Maria Šarapovová.
V roce 1970 byla uvedena do Mezinárodní tenisové síně slávy.
Podle Johna Olliffa a Lance Tingaye z Daily Telegraphu a Daily Mailu, byla v první desítce ženského tenisu v období 1946 až 1948 a opět 1950 až 1956, na 1. místě klasifikována pak v roce 1956. V tomto roce byla také první hráčkou USA.

## Grand Slam – statistika finále
- Australian Championships
  - Vítězka ženské dvouhry: 1957
  - Vítězka ženské čtyřhry: 1957

- French Championships
  - Vítězka ženské dvouhry: 1951
  - Finalistka ženské dvouhry: 1948, 1952
  - Vítězka ženské čtyřhry: 1950, 1951, 1952, 1953
  - Finalistka ženské čtyřhry: 1948
  - Finalistka smíšené čtyřhry: 1952

- Wimbledon
  - Vítězka ženské dvouhry: 1956
  - Finalistka ženské dvouhry: 1951
  - Vítězka ženské čtyřhry: 1951, 1952, 1953
  - Finalistka ženské čtyřhry: 1950, 1954
  - Vítězka smíšené čtyřhry: 1956
  - Finalistka smíšené čtyřhry: 1953

- US Championships
  - Vítězka ženské dvouhry: 1956
  - Finalistka ženské dvouhry: 1951
  - Vítězka ženské čtyřhry: 1951, 1952, 1953, 1954
  - Finalistka ženské čtyřhry: 1949, 1950, 1955, 1956
  - Finalistka smíšené čtyřhry: 1951, 1955

## Finálová utkání na Grand Slamu – dvouhra

### Vítězka (4)
| Rok  | Turnaj                   | Finalistka       | Výsledek      |
| 1951 | French Championships     | Doris Hartová    | 6–3, 3–6, 6–3 |
| 1956 | Wimbledon                | Angela Buxtonová | 6–3, 6–1      |
| 1956 | US Championships         | Althea Gibsonová | 6–3, 6–4      |
| 1957 | Australian Championships | Althea Gibsonová | 6–3, 6–4      |

### Finalistka (4)
| Rok  | Turnaj               | Vítězka                    | Výsledek      |
| 1948 | French Championships | Nelly Adamsonová Landryová | 6–2, 0–6, 6–0 |
| 1951 | Wimbledon            | Doris Hartová              | 6–1, 6–0      |
| 1951 | US Championships     | Maureen Connollyová        | 6–3, 1–6, 6–4 |
| 1952 | French Championships | Doris Hartová              | 6–4, 6–4      |

## Přehled výsledků na Grand Slamu
| Legenda | Legenda                                   | Legenda | Legenda                     |
| ------- | ----------------------------------------- | ------- | --------------------------- |
| SR      | poměr vyhraných turnajů ku všem odehraným | W–L V–P | výhry–prohry                |
| NH      | daný rok se turnaj nekonal                | A       | turnaje se hráč nezúčastnil |
| 1Q / LQ | prohra v (kole) kvalifikace               | 1k / 1R | prohra v daném kole turnaje |
| QF / ČF | prohra ve čtvrtfinále                     | SF      | prohra v semifinále         |
| F       | prohra ve finále                          | Vítěz   | vítězství v turnaji         |

R = turnaj omezen na hráče francouzské národnosti, hrán během německé okupace.

1V roce 1946 a 1947 proběhl French Championships až po Wimbledonu.

### Dvouhra
| Turnaj                   | 1941  | 1942  | 1943  | 1944  | 1945  | 19461 | 19471 | 1948  | 1949  | 1950  | 1951  | 1952  | 1953  | 1954  | 1955  | 1956  | 1957  | Celkově SR |
| ------------------------ | ----- | ----- | ----- | ----- | ----- | ----- | ----- | ----- | ----- | ----- | ----- | ----- | ----- | ----- | ----- | ----- | ----- | ---------- |
| Australian Championships | NH    | NH    | NH    | NH    | NH    | A     | A     | A     | A     | A     | A     | A     | A     | A     | A     | A     | W     | 1 / 1      |
| French Championships     | R     | R     | R     | R     | A     | A     | A     | F     | A     | QF    | W     | F     | SF    | A     | A     | A     | A     | 1 / 5      |
| Wimbledon                | NH    | NH    | NH    | NH    | NH    | A     | A     | QF    | 4k    | QF    | F     | SF    | SF    | QF    | A     | W     | A     | 1 / 8      |
| US Championships         | 1k    | QF    | 1k    | QF    | 1k    | 1k    | 3k    | 3k    | 3k    | QF    | F     | SF    | SF    | SF    | QF    | W     | A     | 1 / 16     |
| SR                       | 0 / 1 | 0 / 1 | 0 / 1 | 0 / 1 | 0 / 1 | 0 / 1 | 0 / 1 | 0 / 3 | 0 / 2 | 0 / 3 | 1 / 3 | 0 / 3 | 0 / 3 | 0 / 2 | 0 / 1 | 2 / 2 | 1 / 1 | 4 / 30     |

### Ženská čtyřhra
| Turnaj                   | 1941  | 1942  | 1943  | 1944  | 1945  | 19461 | 19471 | 1948  | 1949  | 1950  | 1951  | 1952  | 1953  | 1954  | 1955  | 1956  | 1957  | Celkově SR |
| ------------------------ | ----- | ----- | ----- | ----- | ----- | ----- | ----- | ----- | ----- | ----- | ----- | ----- | ----- | ----- | ----- | ----- | ----- | ---------- |
| Australian Championships | A     | NH    | NH    | NH    | NH    | NH    | A     | A     | A     | A     | A     | A     | A     | A     | A     | A     | W     | 1 / 1      |
| French Championships     | R     | R     | R     | R     | A     | A     | A     | F     | A     | W     | W     | W     | W     | A     | A     | A     | A     | 4 / 5      |
| Wimbledon                | NH    | NH    | NH    | NH    | NH    | A     | A     | 3k    | SF    | F     | W     | W     | W     | F     | A     | SF    | A     | 3 / 8      |
| US Championships         | A     | 1k    | 1k    | QF    | SF    | SF    | SF    | SF    | F     | F     | W     | W     | W     | W     | F     | F     | A     | 4 / 15     |
| SR                       | 0 / 0 | 0 / 1 | 0 / 1 | 0 / 1 | 0 / 1 | 0 / 1 | 0 / 1 | 0 / 3 | 0 / 2 | 1 / 3 | 3 / 3 | 3 / 3 | 3 / 3 | 1 / 2 | 0 / 1 | 0 / 2 | 1 / 1 | 12 / 29    |